# Barnes Railway Bridge
Die Barnes Railway Bridge ist eine Eisenbahnbrücke über den Fluss Themse in London. Sie liegt an der von South West Trains betriebenen Vororteisenbahnlinie von Waterloo über Brentford nach Feltham, zwischen den Bahnhöfen Barnes Bridge und Chiswick.

## Erste Brücke
Die erste Eisenbahnbrücke über die Themse an dieser Stelle wurde 1848 bis 1849 von der London and South Western Railway für die Hounslow Loop Line gebaut, eine Eisenbahnstrecke von Barnes nach Feltham, die dazu diente, das verkehrsreiche Richmond zu umgehen. Das Bauwerk wurde von Joseph Locke und John Edward Errington entworfen und besteht aus drei gusseisernen Segmentbögen, die auf Mauerwerkspfeilern ruhen. Jeder Bogen besteht aus sechs 60 cm hohen Rippen, die aus vier gusseisernen Teilen zusammengesetzt sind.

## Zweite Brücke
Wegen stetiger Verkehrszunahme genügte die erste Brücke nicht mehr den Ansprüchen. Die London and South Western Railway ließ von Edward Andrews eine neue Brücke mit drei Stabbogenträgern bauen. Die Arbeiten dauerten von  1891 und 1895. Die neue Brücke wurde talseitig mit einem Fußgängersteg versehen.

## Boat Race
Die Barnes Bridge wird oft im Zusammenhang mit dem jährlichen Boat Race, die zwischen den Mannschaften der University of Oxford und University of Cambridge ausgetragenen Ruderregatta genannt. Viele sind der Meinung, dass das Boot, welches bei der Brücke im Vorsprung ist, das Rennen auch gewinnt.
Während des Baus der Brücke in den Jahren 1847 und 1848 fand kein Boat Race statt, wahrscheinlich weil die Baustelle im Fluss die Durchfahrt behindert hätte.